# Hebrus buenoi
Hebrus buenoi är en insektsart som beskrevs av Drake och Harris 1943. Hebrus buenoi ingår i släktet Hebrus och familjen vitmosseskinnbaggar.

## Underarter
Arten delas in i följande underarter:
- H. b. buenoi
- H. b. furvus